# Budaševo
Budaševo falu Horvátországban, Sziszek-Monoszló megyében. Közigazgatásilag Sziszekhez tartozik.

## Fekvése
Sziszek belvárosától 5 km-re keletre, a város keleti szomszédságában, azzal teljesen egybeépülve, a Száva bal partján és egyik holtága mentén fekszik.

## Története
A település neve 1416-ban bukkan fel először „Budescou villa per portum Save” formában. 1418-ban magyar nevén „possessio Felsewbudusow”, 1466-ban „possessio Bodisewa et altera Bedisewa”, 1504-ben „villa Also Budosewo”, illetve „villa Felsew Budosewo” néven szerepel a korabeli forrásokban. A zágrábi káptalan sziszeki uradalmához tartozott. Az évszázadok során általában osztozott a szomszédos Sziszek sorsában. A 16. században a török elpusztította. Valószínűleg a török veszély elmúltával a 17. század közepén telepítették be. 1773-ban az első katonai felmérés térképén „Dorf Budassevo” néven, mindössze néhány házból álló kis faluként szerepel. Határa javarészt erdőkből és erdei tisztásokból állt, ahol állatokat legeltettek. Lakói a topolovaci uradalom pásztorai voltak. A lakosság nagyobb arányú betelepülése az 1830-as években kezdődött. Budaševo régi településmagja a mai Veliko Budaševo környékén alakult ki. A falunak 1857-ben 404, 1910-ben 739 lakosa volt.
A 20. század első éveiben a kilátástalan gazdasági helyzet miatt sokan vándoroltak ki a tengerentúlra. 1918-ban az új szerb-horvát-szlovén állam, majd később Jugoszlávia része lett. 1925-ben megalakult a „Hrvatski Sokol” egyesület, 1932-ben a „Zrinski” labdarúgóklub, 1937ben a „Seljačka sloga” kulturális egyesület, 1938-ban felépült a közösségi ház. Ugyanebben az évben megindult a tanítás a négyosztályos elemi iskolában. A második világháború idején a Független Horvát Állam része volt. A háború után a béke időszaka köszöntött a településre. Enyhült a szegénység és sok ember talált munkát a közeli városban. Lakosságának száma dinamikusan növekedett. A falu 1991. június 25-én a független Horvátország része lett. 2006-ra felépült az új templom, közben 2004-ben megalapították a római katolikus plébániát. 2011-ben 1664 lakosa volt.

## Népesség
| Lakosság változása | Lakosság változása | Lakosság változása | Lakosság változása | Lakosság változása | Lakosság változása | Lakosság változása | Lakosság változása | Lakosság változása | Lakosság változása | Lakosság változása | Lakosság változása | Lakosság változása | Lakosság változása | Lakosság változása | Lakosság változása |
| ------------------ | ------------------ | ------------------ | ------------------ | ------------------ | ------------------ | ------------------ | ------------------ | ------------------ | ------------------ | ------------------ | ------------------ | ------------------ | ------------------ | ------------------ | ------------------ |
| 1857               | 1869               | 1880               | 1890               | 1900               | 1910               | 1921               | 1931               | 1948               | 1953               | 1961               | 1971               | 1981               | 1991               | 2001               | 2011               |
| 404                | 472                | 504                | 568                | 633                | 739                | 668                | 743                | 974                | 1.053              | 1.238              | 1.515              | 1.689              | 1.769              | 1.680              | 1.664              |

## Nevezetességei
- Boldog Alojzije Stepinac tiszteletére szentelt római katolikus plébániatemploma 1998 és 2006 között épült Ivan Antolić építészmérnök tervei szerint. Az első szentmisét 2000-ben tartották benne.
- A Fájdalmas Szűzanya tiszteletére szentelt fogadalmi kápolnáját a Domitrović család építtette. 2009-ben teljesen felújították.
- Az elesett hősök emlékműve.

## Kultúra
A falu kulturális életének szervezője a KUD „Posavina Budaševo” kulturális és művészeti egyesület, mely ezen a néven 1978-tól működik. Elődjét „Seljačka slogá”nak nevezték és 1937-ben alapították. Az egyesületnek tamburazenekara és folklór csoportja van. A női énekkar 1985 óta működik.

## Sport
- A település labdarúgóklubja az „NK BSK Budaševo”.
- „Vidra Budaševo” sporthorgász egyesület.